# 백골화

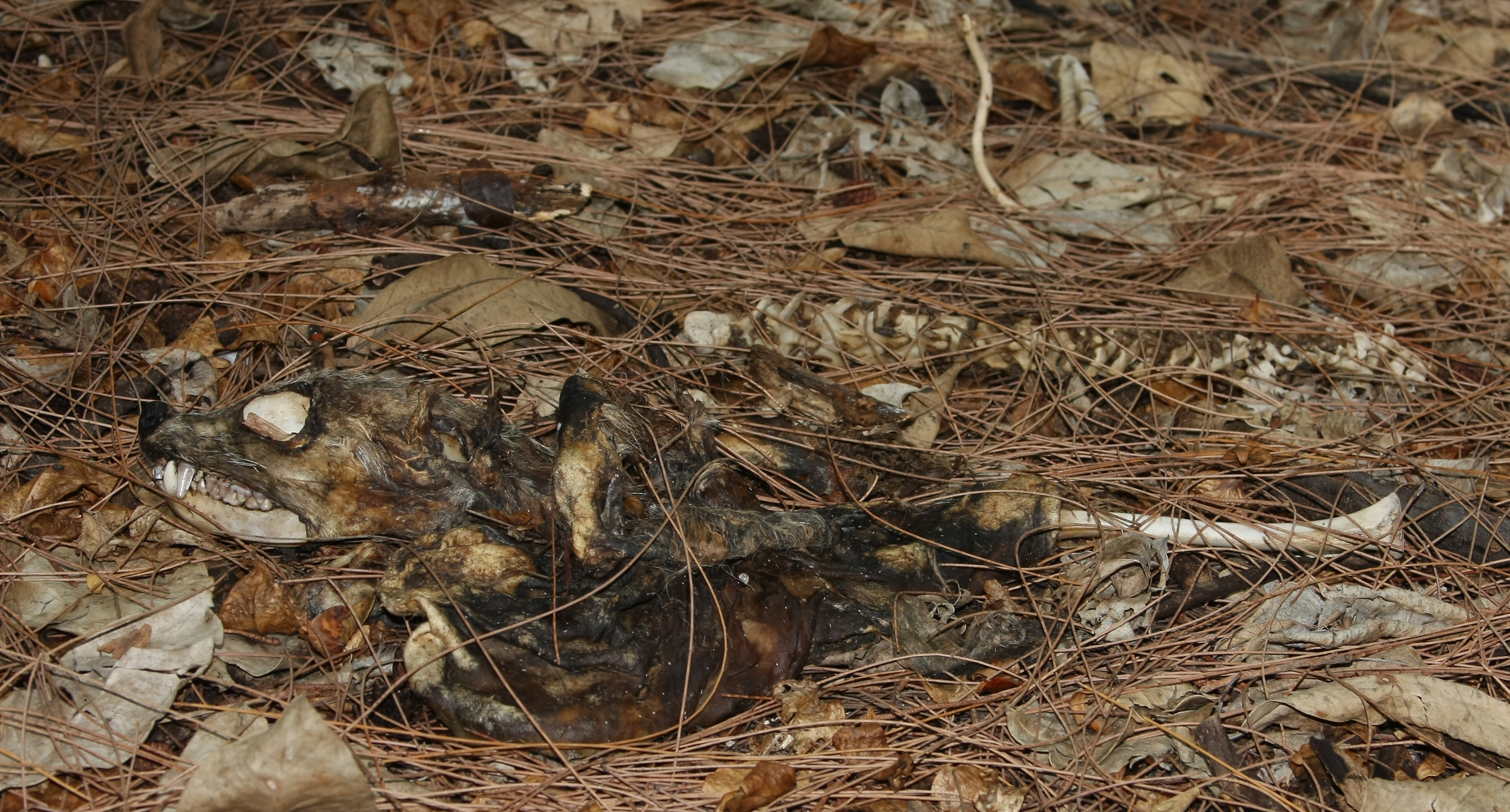
백골화가 진행 중인 여우의 사체.

백골화(白骨化, skeletonization)는 의학적 죽음의 최후 단계로서, 송장 혹은 부육의 부드러운 생체조직들이 부패 또는 건조되어 뼈가 드러나게 되는 것이다. 부패가 시작되면 시체에 있는 영양분은 묻힌 자리에 양분이 된다. 백골화가 완료되면 모든 생체조직이 사라지고 탈구된 뼈만 남는다.
송장이 완전히 백골화되는 데 소요되는 시간은 온대기후에서는 다른 조건에 따라 대략 3주에서 수 년 사이의 시간이 소요되고, 열대기후에서는 거의 몇 주 내에 백골화가 완료된다. 툰드라에서는 수 년 이상이 걸리거나 아예 백골화가 일어나지 않을 수도 있다.
장묘용어로서 백골화를 일컬을 때는 고인이 육신의 옷을 벗고 자연으로 돌아간다는 뜻에서 육탈이라고 부른다.